# Europska softball federacija
Europska softball federacija (kratica: ESF, engleski: European Softball Federation, francuski: Fédération Européenne Softball) je krovna organizacija europskog softbola.
Utemeljena je: 
Članom je ISF-a (International Softball Federation) od ...
Sjedište organizacije je u: 
Članski savezi Europske softball federacije:
(popis nepotpun)
- Hrvatski softball savez

## Vanjske poveznice
- Službene stranice